# Sint-Annakapel (Slenaken)

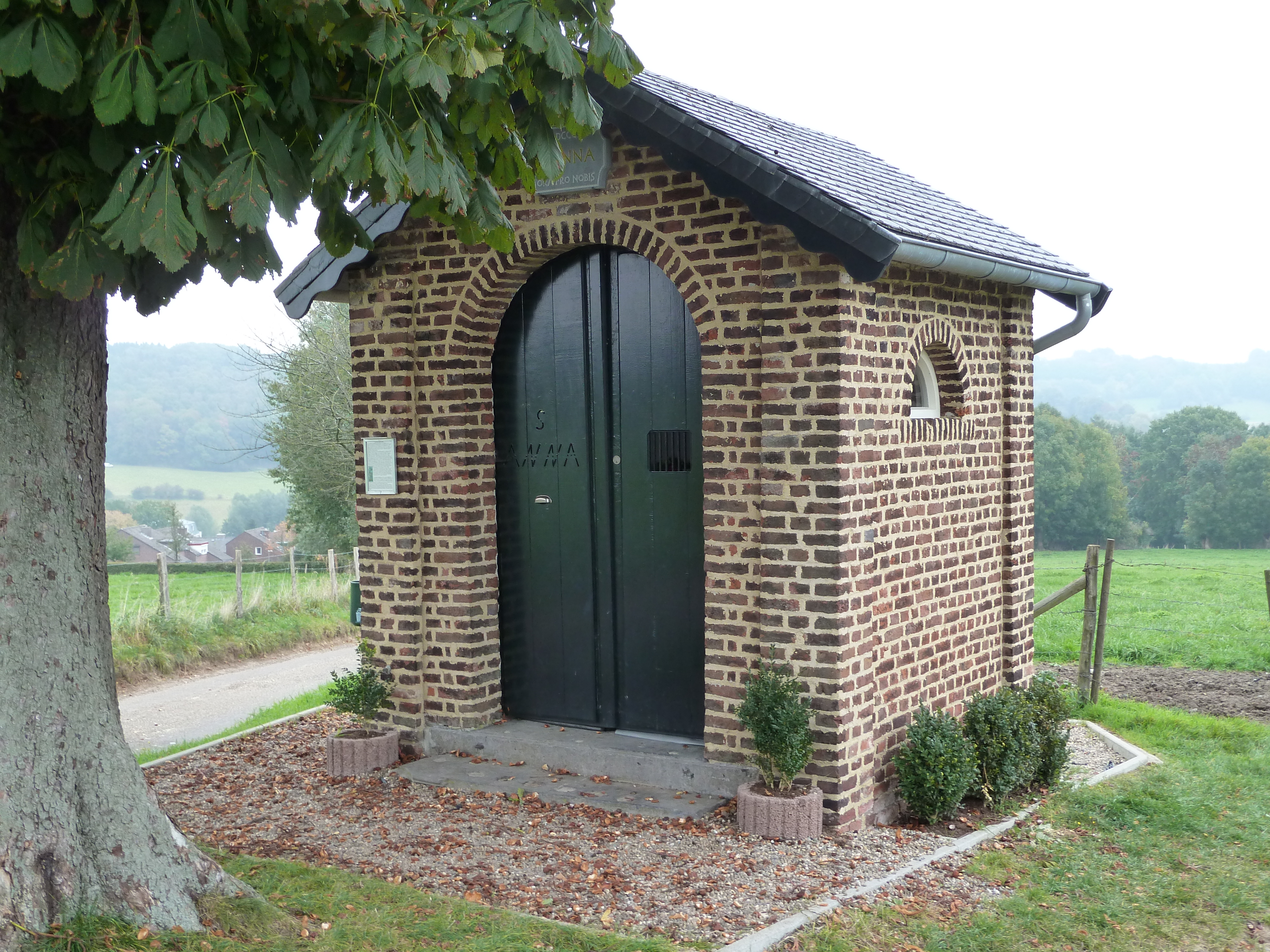
Sint-Annakapel bij Slenaken

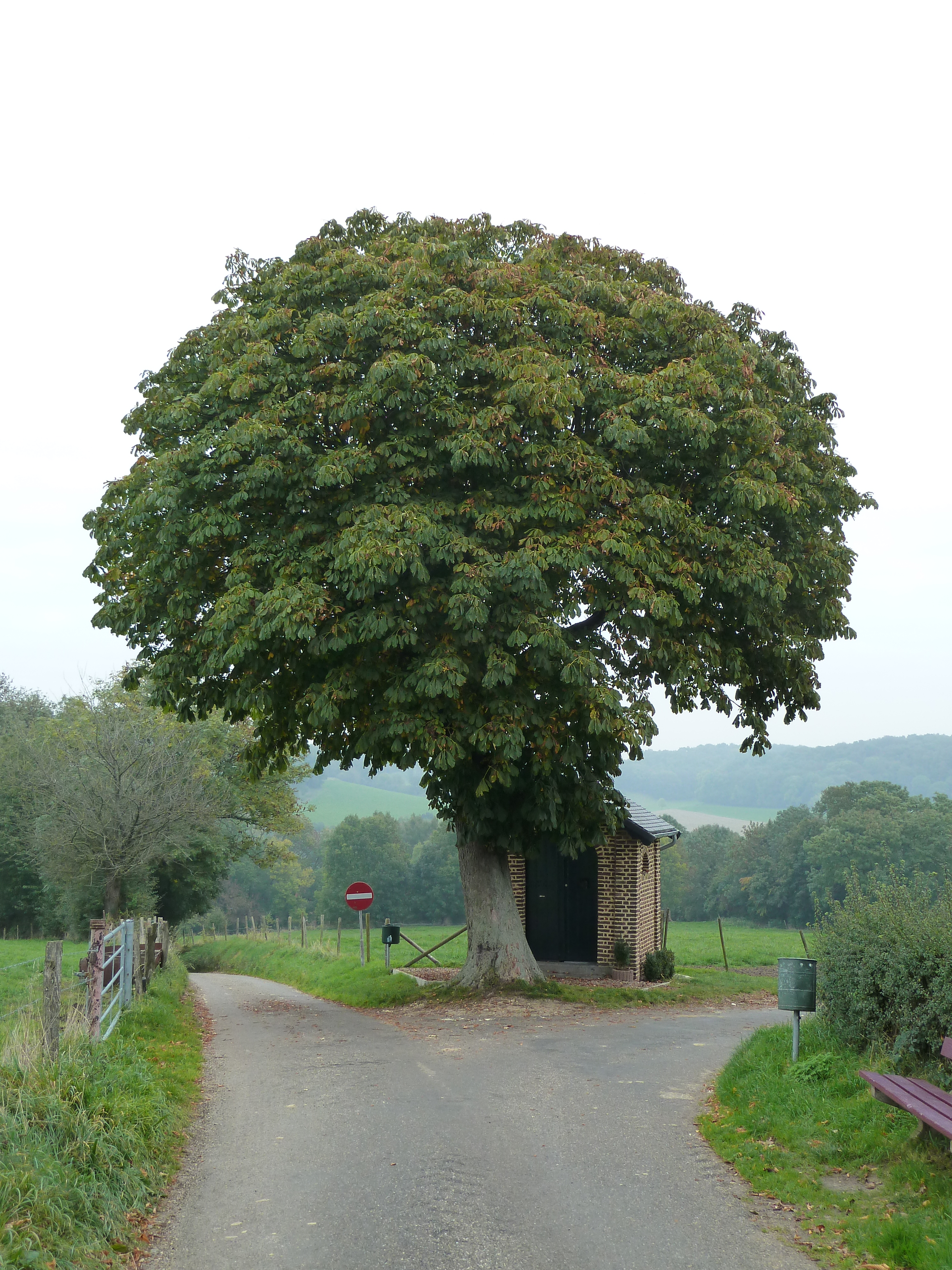
Sint-Annakapel onder de paardenkastanje

De Sint-Annakapel is een kapel bij Slenaken in de Nederlandse gemeente Gulpen-Wittem in de provincie Limburg. De kapel staat aan de splitsing van de Schilbergerweg en de Kerkdel ten zuidwesten van het dorp. De kapel staat hier bovenop de westelijke dalrand van het Gulpdal op de oostelijke rand van het Plateau van Margraten. Naar het westen ligt verder op het plateau Schilberg.
Op ongeveer 400 meter naar het oosten staat de Sint-Remigiuskerk van Slenaken en op ongeveer 575 meter naar het westen staat de Sint-Jozefkapel.
De kapel is gewijd aan Sint-Anna.

## Geschiedenis
In 1715 werd de Sint-Annakapel gebouwd.
In 1850 werd het huidige gebouw opgetrokken.
In 1966 werd de kapel op genomen in het rijksmonumentenregister.
In 2006 werd de kapel gerenoveerd.

## Legende
Een legende verhaalt hoe ten tijde van een pestepidemie de inwoners van Slenaken in processie naar deze plek kwamen toen hier nog een wegkruis stond. Terwijl men bij het wegkruis aan het bidden was, zag men in het Gulpdal een wolk opstijgen. Toen men weer terugkwam in het dorp was volgens de legende de pestepidemie verdwenen. Als dank hiervoor werd er ter plaatse een kapel opgetrokken.

## Opbouw
De georiënteerde kapel is opgetrokken in baksteen en wordt gedekt door een zadeldak van leien. Het baksteen is van het type veldbrandsteen, bakstenen die in een veldoven gebakken zijn. Op de hoeken zijn steunberen aangebracht. De achterwand is bol gebogen. De rondbogige toegang tot de kapel is afgesloten met groene deuren met erboven een gevelsteen waarin een tekst gegraveerd is:

MDCCCL
S. ANNA
ORA PRO NOBIS(1850 + bid voor ons)

Van binnen is de kapel wit geschilderd.
Direct voor de kapel staat een grote paardenkastanje.